# U-Bahn-Station Unter St. Veit
Unter St. Veit is een metrostation in het district Hietzing van de Oostenrijkse hoofdstad Wenen. Het station werd geopend op 1 juni 1898 en wordt bediend door lijn U4.

## Geschiedenis
Het station dat in opdracht van de Commission für Verkehrsanlagen in Wien werd gebouwd was onderdeel van de Wientallinie van de Stadtbahn. Het stationsgebouw werd in oktober 1896 opgeleverd . Het eerste deel van de Wientallinie werd op 1 juni 1898 geopend tussen Meidling Hauptstraße en Wien Hütteldorf. Het station kreeg aanvankelijk de naam Unter St. Veit Baumgarten, in 1910 kreeg het ene voorportaal. 
Na de Eerste Wereldoorlog lag de Stadtbahn geruime tijd stil totdat de Stadtbahn in 1925 werd heropend met elektrische tractie. Het door Otto Wagner ontworpen stationsgebouw ging verloren door bombardementen op 21 februari 1945. De reizigersdienst op de lijn werd op 27 juni 1945 hervat maar het station kwam pas op 14 februari 1947 weer in bedrijf voor de sneltrams naar het oosten en op 4 maart 1947 voor die naar Hütteldorf.
De reconstructie werd sober uitgevoerd met gebruikmaking van de oude funderingen zodat de indeling overeenkwam met het oude station. Het achtervoegsel "Baumgarten" was nog tot 1959 te vinden op de netkaarten van de Stadtbahn, maar in 1962 was dit geschrapt.
Tussen 1979 en 1982 werd het station omgebouwd tot metrostation in de stijl van de Architektengruppe U-Bahn, de standaard voor de Weense metro. Het station werd afgewerkt  met witte panelen en biezen in de lijnkleur en een glazen luifel boven de ingang. Sinds 20 december 1981 is het een station van de metrolijn U4.